# Ley contra la blasfemia en Pakistán
La República Islámica de Pakistán utiliza su Código Penal para prohibir y castigar la blasfemia contra el islam. El Código Penal establece penas por blasfemia que van desde una multa hasta la muerte. Una acusación de blasfemia comúnmente están sujetos los acusados, la policía, abogados y jueces con el acoso, las amenazas y ataques. Una acusación es a veces el preludio de la vigilancia y disturbios.

## La Constitución
Por su constitución, el nombre oficial de Pakistán es la "República Islámica de Pakistán". Los musulmanes son más del 96% de los 167 millones de ciudadanos de Pakistán en el 2008.
Entre los países con mayoría musulmana, Pakistán tiene las leyes más estrictas contra la blasfemia. El primer propósito de esas leyes es proteger la autoridad islámica. La Constitución en el artículo 2, destaca al islam como la religión del estado. El artículo 31 de la Constitución, habla sobre el deber del país por fomentar el modo de vida islámico. El artículo 33, habla acerca del deber del país por desalentar los prejuicios religiosos, raciales, tribales, sectarios y provinciales entre los ciudadanos.
Los jueces no tienen por qué ser musulmanes. Alvin Robert Cornelio, un cristiano, fue Presidente del Tribunal Supremo de la Corte Suprema de Pakistán en 1960. Después que el General Zia-ul-Haq tomó el poder en la década de 1970, los jueces no musulmanes eran muy raros. En marzo de 2007, un juez hindú, Rana Bhagwandas, se convirtió en la parte del Tribunal Supremo de Pakistán. En 2009, Jamshaid Rehmatullah, un cristiano, se convirtió en un juez del Tribunal Superior.

## Las leyes sobre la blasfemia
Varias secciones del Código Penal de Pakistán constituyen las leyes contra la blasfemia. El artículo 295 prohíbe dañar o profanar un lugar de culto o un objeto sagrado. El artículo 295 inciso A prohíbe ultrajar los sentimientos religiosos. El artículo 295 inciso B prohíbe profanar el Corán. El artículo 295 inciso C prohíbe difamar al Santo Mensajero Mahoma. A excepción del 295-C, las disposiciones del artículo 295 requieren que el delito sea una consecuencia de la intención del acusado. Profanar el Corán da méritos a prisión de por vida. Difamar a Mahoma se pena la muerte. Si hubiere acusación en virtud del 295-C, el juicio debe tener lugar en un tribunal con un juez musulmán que presida.
El artículo 298 establece lo siguiente:

El que, con intención deliberada a herir los sentimientos religiosos de cualquier persona, pronuncie una palabra o haga culquier sonido a la vista de esa persona o haga un gesto a la vista de esa persona o lugares de cualquier objeto a la vista de que persona, será castigado con pena de prisión por un período que puede extenderse a un año, o con una multa, o con ambos.

El artículo 298 inciso A prohíbe el uso de cualquier comentario despectivo o representación con respecto a personajes sagrados musulmanes. Los incisos B y C prohíben que la Ahmadiyya se comporte como se comportan los musulmanes, llamándose a sí mismos musulmanes, o "de cualquier manera" ultraje a los sentimientos religiosos de los musulmanes. La violación de cualquier parte del artículo 298 hace que el infractor sea sancionado con prisión de hasta tres años y responsable también de una multa.
No se ha producido hasta el momento una ejecución judicial de una persona acusada de blasfemia en Pakistán.
El artículo 45 de la Constitución dice: "El Presidente tendrá la facultad de conceder el indulto, suspensión y descanso, y remitir, suspender o conmutar cualquier sentencia dictada por un tribunal, un tribunal u otra autoridad."
La única ley que puede ser útil en el uso indebido de la ley sobre la blasfemia es la PPC 153 A (a), dice que quien "por las palabras, ya sea hablada o escrita, o por signos, o representaciones visibles o de otro tipo, promueva o incite, o los intentos de promover o incitar, por motivos de religión, raza, lugar de nacimiento, residencia, idioma, casta o comunidad, o cualquier otro motivo, la discordia o los sentimientos de enemistad, odio o mala voluntad entre los diferentes grupos religiosos, raciales, lingüísticos o regionales o castas o comunidades "será multado y castigado con penas de prisión por un período que puede extenderse a cinco años.

## La Sharia
El Tribunal Federal de la Sharia (TFS) es un cuerpo religioso que resuelve sobre si alguna ley en particular es incompatible con los preceptos del islam. Si una ley es incompatible con el islam, "el Presidente en tal caso de que una ley con respecto a una cuestión en la Lista Legislativo Federal o de la lista legislativa concurrente, o el Gobernador en el caso de una ley con respecto a un asunto enumerados en el cualquiera de las listas, puede tomar las medidas para modificar la ley con el fin de armonizar el derecho o disposición en conformidad con los preceptos del Islam "(Constitución, artículo 203, inciso D). En octubre de 1990, el TFS dictaminó que el artículo 295, inciso C es insultante para el islam, al permitir la cadena perpetua como una alternativa a una sentencia de muerte. La Corte dijo que "la pena por desacato al Santo Profeta... es la muerte."